# سراب كي ميرزاوند دو (مقاطعة دورة)
سراب كي ميرزاوند دو (بالفارسية: سراب کی میرزاوند دو) هي قرية تقع في قسم دورة الريفي (مقاطعة دورة) في إيران. يقدر عدد سكانها بـ 289 نسمة .